# Kokin Brod

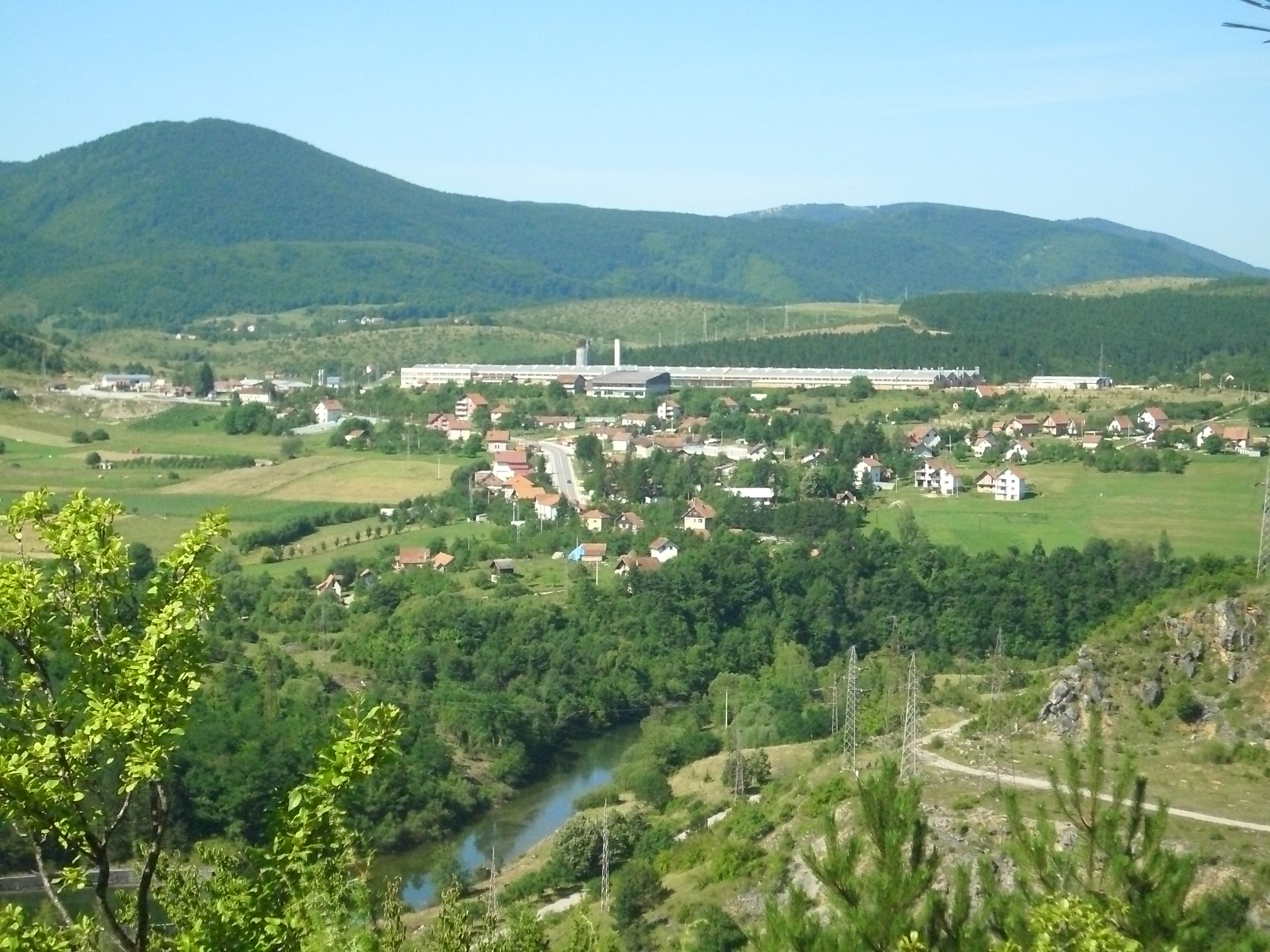
Vue de Kokin Brod

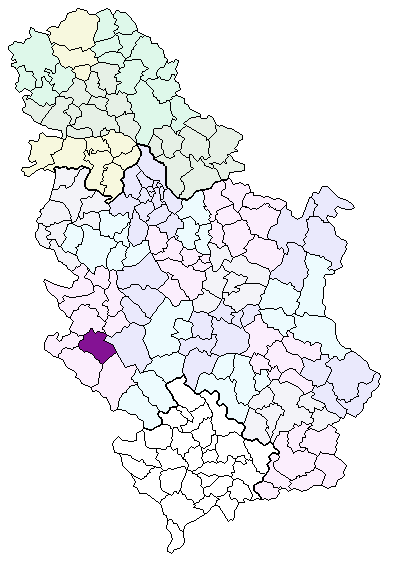
Situation de Nova Varoš en Serbie

Kokin Brod, en serbe cyrillique Кокин Брод, est un village de Serbie situé dans la municipalité de Nova Varoš, district de Zlatibor.
Kokin Brod est situé non loin de la rivière Uvac. À proximité du village, un lac de retenue, le lac Zlatar (7,3 km², altitude 880 m, profondeur 75 m) alimente une centrale hydroélectrique qui porte le nom de la localité.